# Ordżonikidze (Krym)
Ordżonikidze (ukr. Орджонікідзе, ros. Орджоникидзе, krymskotat. Kaygador); wcześniejsze nazwy Kaygador, Prowato, Prowalnoje, Dwujakornyj, Bubnowka – osiedle typu miejskiego, należące do Republiki Autonomicznej Krymu, podlegające pod teodozijską radę miejską.